# 阿斯納斯
阿布·賈法爾·阿斯納斯（阿拉伯语：‎；？—844年），阿拔斯王朝哈里發穆阿台绥姆的突厥人將領，他的名字可能來自突厥汗國王室阿史那氏。
塔巴里曾說穆阿台绥姆曾給突厥將領中最高級職位，而马苏第則說他是一個大的貴族。
根據塔巴里的說法，他是在哈里發馬蒙時期被購買，當他在844年死去時，他是埃及總督同時也是阿拔斯王朝最有勢力的將領。